# Myoictis wallacii
Myoictis wallacii is een roofbuideldier uit het geslacht van de gestreepte buidelmarters. De wetenschappelijke naam van de soort werd voor het eerst geldig gepubliceerd door John Edward Gray in 1858. Deze buidelmarter is vernoemd naar de Britse natuuronderzoeker Alfred Russel Wallace.

## Kenmerken
Anders dan de andere gestreepte buidelmarters heeft deze soort een borstelige, roodbehaarde staart. De rugvacht is bruin. De kop-romplengte bedraagt 185 tot 222 mm, de achtervoetlengte 36,0 tot 39,2 mm en het gewicht 206 tot 245 gram. Vrouwtjes hebben 6 mammae.

## Voorkomen
De soort komt voor in de zuidelijke helft van Nieuw-Guinea en op de nabijgelegen Aru-eilanden. Het dier komt voor tot op 923 m hoogte.
Myoictis leucura · Noordelijke gestreepte buidelmarter (Myoictis melas) · Myoictis wallacii · Myoictis wavica